# 長谷川忠兵衛
長谷川 忠兵衛（はせがわ ちゅうべえ、生没年不詳）とは明治時代の東京の地本問屋。

## 来歴
明治時代に東京の蛎柄町2丁目8番地において地本問屋を営業している。主に歌川国利、楊洲周延の錦絵を出版している。

## 作品
- 歌川国利 「錦町華族学校学習院開業式図」[1] 大判3枚続 錦絵 明治10年（1877年）
- 楊洲周延 「鹿児島県下武橋大戦争之図」 大判3枚続 錦絵 明治10年
- 歌川国利『落語の吹寄』 噺本 落語家連中作 明治18年（1885年） 長谷川忠兵衛梓